# سولفينبيرازون
سولفينبيرازون (Sulfinpyrazone)

## الاسم العلمي
4-[2-(benzenesulfinyl)ethyl]-1,2-diphenylpyrazolidine-3,5-dione

## الصيغة الكيميائية
C23H20N2O3S

## الزمرة الدوائية
مضادات التهاب لاستيرويدية.

## الاستطباب
- علاج النقرس.
- التهاب المفاصل النقرسي المزمن أو المتقطع.
- يتم في بعض الأحيان استخدامه للحد من تراكم الصفيحات الدموية.

## موانع الاستعمال
يجب ألا يستخدم السلفينبيرازون في الأشخاص الذين يعانون من القصور الكلوي أو ارتفاع معدل إفراز حمض البول 

## آلية العمل
- محفزات بيلة حمض اليوريك المستخدمة لعلاج النقرس.
- سلفينبيرازون يعمل عن طريق تثبيط تنافسي لإعادة امتصاص حمض اليوريك من الأنبوب القريب في الكلى، مما يسهل إطراح البول من حمض اليوريك وخفض تراكيز بول في البلازما.

## الجرعة وطريقة الاستعمال
فموياً
- عادة مرتين يوميا أو حسب توجيهات الطبيب.
- يجب تناوله مع الطعام، أوالحليب، أو مضادات الحموضة للحد من حدوث اضطرابات في المعدة.
- لمنع حصى الكلى، من الأفضل شرب كوب كامل من الماء مع كل جرعة (على الأقل 8 أكواب يوميا أثناء تناول هذا الدواء).

## العمر النصفي للدواء
حوالي 4-6 ساعات.

## زيادة الجرعة
تشمل أعراض التسمم بالجرعة الزائدة: غثيان ، تقيؤ ، إسهال ، ألم شرسوفي، رنح ، صعوبة تنفس، تشنجات، غيبوبة.

## التفاعلات الدوائية
- سولفينبيرازون يقلل من تأثير السيكلوسبورين.
- تولبوتاميد، مثبطات CYP2C9 الوقوية، قد تقلل من عملية التمثيل الغذائي وتصفية سولفينبيرازون.
- سولفينبيرازون يمكن أن يؤدي إلى زيادة تأثير مضاد التخثر (الوارفارين) من خلال خفض التمثيل الغذائي.
- يجب وقف المعالجة أو تغير الجرعة عند البدء باستخدام تولبوتاميد.

## تحذيرات
- لا ينبغي استعمال الدواء أثناء بدء هجوم مفاجئ للنقرس، يجب الانتظار حتى انتهاء النوبة الحالية ثم البدء باستعمال الدواء.
- قد يواجه المريض زيادة في نوبات النقرس لعدة أشهر بعد بدء الدواء في حين أن الجسم يزيل حمض اليوريك الإضافي.
- قد يرشدك الطبيب على كيفية خفض الحموضة في البول (مثل تجنب كميات كبيرة من حمض الاسكوربيك ، C فيتامين) لمنع حصوات الكلى.
- قد يوجه لك الطبيب أن تأخذ أدوية أخرى (مثل بيكربونات الصوديوم، سترات).
- قد يوجه لك الطبيب أن تأخذ جرعة منخفضة في البداية، ثم ضبط الجرعة على أساس مستويات حمض البول وأعراض النقرس الخاصة بك، بعد أن تكون قد توقفت الأعراض لعدة أشهر، ومستويات حمض البول طبيعية.
- قد يعطيك الطبيب أقل جرعة لأقل فعالية.
- يجب استشارة الطبيب إذا كنت تأخذ أيضا الكوليسترامين، واتخاذ سولفينبيرازون على الأقل قبل 1 ساعة أو بعد 4-6 ساعات من أخذ الكوليسترامين.

## المصارد
1. ↑  name="pmid16740561">Underwood M (يونيو 2006). "Diagnosis and management of gout". BMJ. ج. 332 ع. 7553: 1315–9. DOI:10.1136/bmj.332.7553.1315. PMC:1473078. PMID:16740561.

http://www.drugbank.ca/drugs/DB01138*
http://www.medicinenet.com/sulfinpyrazone-oral/article.htm*

## وصلات خارجية
موسوعة العلوم العربية